# ابنة المزارع (فلم)
ابنة المزارع (بالإنجليزية: The Farmer's Daughter) هو فيلم دراما أُصدر في الولايات المتحدة وصدر في سنة 1947.

## طاقم التمثيل
- إثيل باريمور

### ترشيحات وجوائز
| السنة | الحدث | الفئة             | النتيجة |
| ----- | ----- | ----------------- | ------- |
|       |       | أوسكار أفضل ممثلة | فوز     |

## وصلات خارجية
- مقالات تستعمل روابط فنية بلا صلة مع ويكي بيانات

1. ↑  "معلومات عن ابنة المزارع (فيلم) على موقع synchronkartei.de". synchronkartei.de. مؤرشف من الأصل في 2019-03-29.
2. ↑  "معلومات عن ابنة المزارع (فيلم) على موقع ssl.ofdb.de". ssl.ofdb.de. مؤرشف من الأصل في 2020-07-13.
3. ↑  "معلومات عن ابنة المزارع (فيلم) على موقع isan.org". isan.org. مؤرشف من الأصل في 2019-12-10.